# Manuela Micaela Ignacia Fernández-Campero
Manuela Micaela Ignacia Fernández Campero y Gutiérrez de la Portilla, II marquesa del Valle de Tojo o Yavi, era hija de  Juan José Fernández-Campero de Herrera, primer marqués del Tojo y de su segunda esposa Josefina Gutiérrez de la Portilla.
Fue la heredera del marquesado de Yavi, cuyo territorio se extendía por el norte de la actual provincia argentina de Jujuy y gran parte de Tarija actual de Bolivia. Contrajo matrimonio con el capitán Alejo Martiarena del Barranco, nacido en Pasajes, en la provincia vasca de Guipúzcoa, en España. Por disposiciones establecidas en la "Tablas de Fundación del Marquesado" otorgadas al momento del otorgamiento del título nobiliario, como también por las demandas testamentarias del primer marqués, Juan Joseph Fernández Campero y Herrera, el esposo de Da. Manuela Micaela Ignacia, adoptó el apellido del marquesado , Fernández Campero, el cual fue transmitido a sus hijos, costumbre común en el nobiliario español.
Tuvo cinco hijos:
- Antonia Prudencia, que se casó con el Dr. Joaquín Pérez de Uriondo y Murguía.
- Petrona, que se hizo monja.
- Ana María, que también se hizo monja.
- Josefa, que se casó con Jacinto Eguía.
- Juan José Gervasio Martiarena del Barranco y Fernández Campero, el III marqués de Yavi, que se casó con su sobrina María Josefa Ignacia Pérez de Uriondo y Martiarena, hija de su hermana Antonia Prudencia y de Joaquín Pérez de Uriondo.[1]

| Predecesor: Juan José Fernández-Campero de Herrera | 'Marqués del Valle del Toxo' 1716-1763 | Sucesor: Juan José Gervasio Fernández-Campero |